# Museumsdepot der Landeshauptstadt München

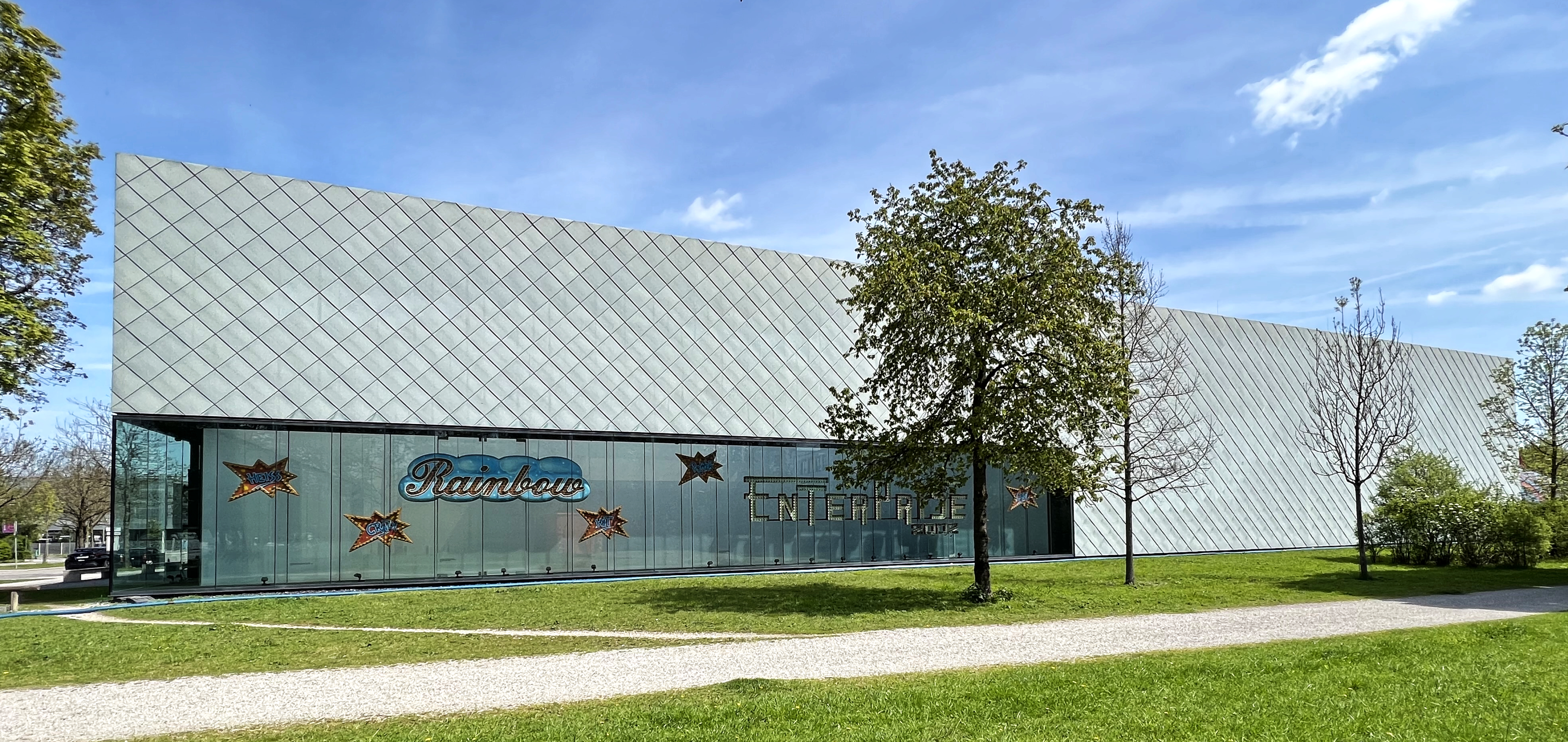
Museumsdepot der Landeshauptstadt München, 2023

Das Museumsdepot der Landeshauptstadt München in München-Freimann beherbergt seit 2012 die kulturhistorischen Sammlungen der Stadt München. In dem Depot werden Kunstobjekte des Münchner Stadtmuseums, des Museums Villa Stuck und dem Jüdischen Museum München unter konservativ fachgerechten Gesichtspunkten gelagert.
Es ist eines der größten und modernsten Museumsdepots Europas. Über 2,5 Mio. Objekte werden auf 10.000 m² Stellfläche, verteilt auf vier Geschosse, für künftige Generationen bewahrt. Im Depotbestand befinden sich Originale aus den Bereichen Stadtkultur, Migrationsforschung, Angewandte Kunst, Graphik, Gemälde, Reklamekunst, Fotografie, Mode und Textilien, Musik, Puppentheater und Schaustellerei. Zum Beispiel sind auch komplette Ladeneinrichtungen sowie Alltagsgegenstände, Waffen und Oktoberfest-Karuselle im Depot untergebracht. In dem Depot befinden sich auch Räume für wissenschaftliche Arbeit sowie eine Restaurierungswerkstatt.
Das von den Münchner Architekten Schmidt-Schicketanz und Partner im Jahre 2011 errichtete Depotgebäude liegt in der Lindberghstraße 44 in Freimann. Es wird energiesparend betrieben, hat eine Photovoltaikanlage auf dem Dach und ist an das Fernwärmenetz der Stadtwerke München angeschlossen. Das Bauwerk erhielt eine Nominierung für den BDA-Preis Bayern 2013 in der Kategorie Raumwirkung.